# Заберхан
Заберха́н (Zabergan, Samur Khan, Sam-Or Khan) — князь (хан) кутригурів, протоболгар та євразійських аварів, що мешкали на теренах сучасної України. Правив від між 550 до 562 роками. Походив із племені савірів.
Успадкував трон аварського кагана Кандіка (554—559). Він перебував у союзі з Аварським каганатом. Об'єднав сили кутригурів, болгарських племен та гунів й напав на північні кордони Візантії при імператорі Юстиніані I у 559 році.
562 року зійшов на престол і почав правити князь Баян — каган кутригурів, болгарських племен і гунів.
Не плутати з Заберханом (або Kardarigan) — князем персів, що в 586 році захищав фортецю Chlomaron від візантійських генералів при імператорі Маврикії.